# إدارة ستورم
إدارة ستورم لعرض الأزياء هي وكالة لعارضي الأزياء مقرها في تشيلسي، لندن تأسست في عام 1987 من قبل سارة دوكاس من منزلها في لندن، وتأمين ريتشارد برانسون كشريك تجاري لها.

## عارضات ستورم
- أليك ويك
- أليكسا تشونغ[2]
- أندريه بيجيك
- أنيتا بالينبرغ[2]
- آيو غاني
- بيهاتي برينسلو[3]
- كارلا بروني[2]
- كارا ديليفين
- كلو لويد[4]
- سيندي كروفورد
- إيما واتسون[2]
- استيل شين
- إيفا هيرزيغوفا
- هولي ويلوبي[2]
- إيريس ميتينير
- جيد بارفيت
- جوش كوثبرت
- جوردان دون
- كارولينا كوركوفا
- كيت موس[5]
- ليو ون[2]
- مورين فروبلويتز
- ميا غوث
- مونيكا بيلوتشي
- منى فاديغا
- كيم سانغ ان
- تاوان كيدكونغ
- تايلور هيل

## عارضو أزياء
- مايكل بوبليه

## روابط خارجية
- Storm Models Official Website
- Storm Models in the دليل عارضات الأزياء